# Beth Ditto
Mary Beth Patterson, med artistnamnet Beth Ditto, född 19 februari 1981 i Searcy, Arkansas, är en amerikansk sångerska och låtskrivare. Hon är mest känd som sångare i det amerikanska indierockbandet Gossip. Hennes röst har jämförts med Etta James, Janis Joplin och Tina Turner. Beth Ditto lämnade Gossip för att satsa på en karriär inom mode och har sedan dess också startat en solokarriär.

## Biografi
Ditto föddes i Searcy i Arkansas i södra USA och växte upp i Judsonia i White County i samma delstat med sin mamma, flera styvfäder och sex syskon. Familjen levde under knappa ekonomiska förutsättningar. Vid 13 års ålder flyttade hon från sin mamma för att bo med sin moster.
Hon var frontfigur för bandet Gossip från att det bildades 1999 till det splittrades 2016. Vid sidan av Gossip har hon varit involverad i flera andra musikaliska projekt. 2008 sjöng hon t.ex. på välgörenhetsorganisationen Crisis singel "Consequences", tillsammans med flera andra musiker.
Ditto är öppet lesbisk, och aktiv i debatter om HBTQ-personers rättigheter och feminism. Hon är också kroppsaktivist och modell. Hon beskriver sig själv som punk, och använder därför  inte deodorant och rakar sig inte under armarna eftersom "Jag tror att punkare i regel luktar " Hon har själv berättat att Cyndi Lauper och Boy George är hennes förebilder och Grace Jones och Peggy Moffitt hennes stilikoner. Hon har också sagt: "Artister som jag älskar, till exempel Siouxsie Sioux och Patti Smith, har så radikalt olika sätt att förkropsliga feminimitet, men de är båda fantastiska punkkvinnor. Kärnan i feminismen handlar inte om att möta andras förväntningar kring din kropp eller ditt kön.
2007–2008 hade Ditto spalten 'What would Beth Ditto do?' i The Guardian där hon gav råd om självbild och kroppsideal.
2007 poserade hon naken på omslaget till musiktidskriften NME. Skribenten Germaine Greer sa då att tidskriften var "tillräckligt modiga att sätta  den coolaste kvinnan i världen på omslaget". Greer hyllade också Ditto för hennes drivkraft och sa att hennes "Avsikt är att tvinga fram acceptans för hennes kroppstyp, 5 ft [1,5 m] lång och 15 stone[210 lb; 95 kg] och att genom det utmana de konventionella bilderna av kvinnoidealet".
Ditto lanserade sin första kollektion med kläder i stora storlekar för klädföretaget Evans i juli 2009. Collectionen var ett samarbete med designchefen Lisa Marie Peacock. Ditto skapade skisser  med inspiration från vintagebutiker och band som Blondie, The Slits, Grace Jones, och Art Deco-rörelsen. Hennes andra kollektion för Evans lanserades 2010 med bara drygt 20 plagg. Marianne Kirby, skribent på The Guardian, sa att "kollektionen slog an en nerv med sina ikoniska plagg" och att det var en internationell framgång.
Hon inledde och avslutade Jean-Paul Gaultiers modevisning som modell under Paris Fashion Week i oktober 2010.
I juni 2012 samarbetade Ditto med MAC Cosmetics för att skapa en kosmetikakollektion.
2012 publicerade Ditto sina memoarer, Coal to Diamonds, som hon skrev tillsammans med Michelle Tea. De togs emot väl i The Guardian and NME.
I juli 2013 gifte sig Ditto med sin flickvän och bästa vän sedan 18 års ålder, Kristin Ogata, i Maui på Hawaii. Ett drygt år senare, i december 2014, gifte de sig formellt i hemstaten Oregon då samkönade äktenskap blev lagligt där.

### Böcker av Ditto
- Coal to Diamonds: A Memoir. Co-written with Michelle Tea.
  - New York, NY: Spiegel & Grau, 2012. ISBN 978-0385525916. Hardback.
  - London: Simon & Schuster UK, 2012. ISBN 978-1847372161. Hardback.
  - London: Simon & Schuster UK, 2013. ISBN 978-1847392466. Paperback.

### Böcker där Ditto medverkat
- Riot Grrrl: Revolution Girl Style Now! av Nadine Monem. London: Black Dog Publishing, 2007. ISBN 978-1-906155-01-8. Ditto bidrog med förord.[27]

## Diskografi

### Album
| År   | Titel      | Topplaceringar | Topplaceringar | Topplaceringar | Topplaceringar | Topplaceringar | Topplaceringar |
| År   | Titel      | AUS            | BEL            | FRA            | ITA            | SWI            | UK             |
| ---- | ---------- | -------------- | -------------- | -------------- | -------------- | -------------- | -------------- |
| 2017 | Fake Sugar | 89             | 51             | 24             | 80             | 11             | 47             |

### EP
| År   | Titel | Topplaceringar | Topplaceringar | Topplaceringar | Topplaceringar |
| År   | Titel | AUS            | FRA            | GER            | SWI            |
| ---- | ----- | -------------- | -------------- | -------------- | -------------- |
| 2011 | EP    | 86             | 67             | 78             | 45             |

### Singlar
| År                     | Titel                                                                            | Topplacering | Topplacering | Topplacering | Topplacering | Topplacering | Album              |
| År                     | Titel                                                                            | UK           | BEL          | FRA          | GER          | SWI          | Album              |
| ---------------------- | -------------------------------------------------------------------------------- | ------------ | ------------ | ------------ | ------------ | ------------ | ------------------ |
| 2008                   | "Temptation" (med Jarvis Cocker)                                                 | 148          | —            | —            | —            | —            | -                  |
| 2011                   | "I Wrote the Book"                                                               | 76           | 6            | 89           | 24           | 59           | EP                 |
| 2017                   | "Fire"                                                                           | —            | —            | 93           | —            | —            | Fake Sugar         |
| Som medverkande artist |                                                                                  |              |              |              |              |              |                    |
| 2008                   | "Consequences" (Crisis med Beth Ditto, Paul Weller, The Enemy, Supergrass m fl.) | 88           | —            | —            | —            | —            | -                  |
| 2010                   | "Cruel Intentions" (Simian Mobile Disco featuring Beth Ditto)                    | 142          | —            | —            | —            | —            | Temporary Pleasure |
| 2013                   | "A Rose by Any Name" (Blondie featuring Beth Ditto)                              | —            | —            | —            | —            | —            | Ghosts of Download |
| 2014                   | "Running Low" (Netsky featuring Beth Ditto)                                      | 80           | 1            | —            | 100          | —            | TBA                |

## Filmografi
| År   | Tittel                                | Roll              | Regissör     |
| ---- | ------------------------------------- | ----------------- | ------------ |
| 2016 | Nocturnal Animals                     | TV Woman Voice #2 | Tom Ford     |
| 2018 | Don't Worry, He Won't Get Far on Foot | Reba              | Gus Van Sant |

## Utmärkelser och nomineringar
- 2006 – NME – Cool List – Vinnare[42]
- 2007 – NME Awards – Sexiest Woman Of The Year – Nominerad
- 2007 – Virgin Media Music Awards – Legend of the Year – Nominerad
- 2008 – Glamour Awards – International Artist Of The Year – Vinnare